# Проспект Науки (Днепр)
Проспект Науки (укр. Проспект Науки) — проспект в Соборном и Шевченковском районах Днепра. Проходит в юго-западном направлении от Соборной к Космической площади. Известен большим количеством вузов.

## История
Согласно первым городским планам Екатеринослава, созданных после его переноса на правый берег Днепра в 1780-х годах, от главной площади города в северо-западном и юго-западном направлениях должны были отходить две улицы: «Большая дорога», или «проспект от Екатеринослава до Койдак» (ныне — проспект Дмитрия Яворницкого, главная улица Днепра), и «Гульбище Средней улицы» соответственно. Именно вторая из них соответствует линии современного проспекта Науки. В те времена в этом месте проходила дорога, которая начиналась от Соборной площади и направлялась на юго-запад, где пролегала по старинному степному казацкому пути на Сечь, на месте которого впоследствии проложили государственную дорогу на Никитин Рог (ныне — Никополь).
Несмотря на присутствие на планах, улица получила своё развитие только во второй половине XIX века, с размещением на ней казарм (или лагерей) Феодосийского и Симферопольского полков, от которых она и получила своё первое название — Лагерная. Первая казарма 34-й артиллерийской бригады была построена, по некоторым данным, после русско-турецкой войны 1877—1878 годов. Обширная территория к югу от Спасо-Преображенского собора оставалась не застроенной даже вплоть до самого начала XX века, строительство шло медленно в том числе из-за проблем с водоснабжением (Соборная площадь, в юго-западном направлении от которой отходила улица, находится на высоком берегу Днепра). Только в 1900—1930-х годах на улице была создана чёткая сетка кварталов. В частности, вдоль неё, возле пересечения с Екатерининским проспектом, на Ярмарочной площади, расположился Нагорный (или Лагерный) рынок (сейчас территория площади застроена, в том числе, зданием торгового центра «Нагорный»).
К началу XX века Лагерная улица в длине своей достигла современной Телевизионной улицы. С установлением советской власти архитектурный комплекс Лагерной улицы разросся корпусами металлургического, химико-технологического, транспортного институтов, построенных, преимущественно, в 1930-х годах. В тот период застройка улицы добралась до современной улицы Нила Армстронга.
В послевоенный период улица продолжала застраиваться. В конце 1959 года в южной части улицы началось строительство микрорайона, состоящего из так называемых «хрущёвок», для сотрудников учреждений образования. Он получил официальное название «Вузовский», которое, впрочем, не прижилось.
В 1961 году, в честь первого полёта человека в космос, Лагерная улица была переименована в проспект Гагарина.
В 1960—1970-х годах проспект в основном продолжал застраиваться новыми зданиями вузов и общежитиями. Тогда же был сдан в эксплуатацию главный корпус Днепропетровского государственного университета, а в 1970 году был установлен рекорд — по проспекту Гагарина построены сразу четыре десятиэтажных здания студенческих общежития ДГУ (№ 35а, 57, 59 и 61) на 771 место каждое. В 1970-х годах путём постройки многоэтажных жилых домов была создана Космическая площадь, где проспект Гагарина упирается в Запорожское шоссе. Этот район называют Подстанцией, от электрической подстанции, обеспечивающей город электричеством. В 1978 году в Днепропетровск из Псковской области было переведено Высшее зенитное ракетное командное училище ПВО, которое в 1995 году было расформировано, а в его здание по адресу проспект Гагарина, 26 переехал Днепропетровский юридический институт МВД Украины (ныне — Днепропетровский государственный университет внутренних дел).
31 января 2024 года постановлением Днепровского городского совета проспект Гагарина был переименован в проспект Науки.

## Застройка и инфраструктура
- № 4 — Национальная металлургическая академия Украины
- № 8 — Украинский государственный химико-технологический университет
- № 8а — Нагорный (Лагерный) рынок
- № 26 — Днепропетровский государственный университет внутренних дел
- № 95 — Колледж электрификации Днепровского государственного аграрно-экономического университета
- де-юре: ул. Лазаряна, 2 — Днепровский национальный университет железнодорожного транспорта
- де юре: Бронетанковая улица, 2а — Ботанический сад Днепровского национального университета
- № 72 — Днепровский национальный университет имени Олеся Гончара

Разнообразная застройка, много типов зданий разной этажности. Хороша развита сфера торговли и услуг. Большое количество магазинов, торговые центры, кинотеатр «Орион», крупный ТРЦ «Дафи».
Парки: Гагарина, Дубинина, Севастопольский, Ботанический сад. Один из самых дорогих и престижных районов города.

## Транспорт
По проспекту проходят трамваи № 1, 5; троллейбусы № 9, 16, 21, А, Б, автобусы и маршрутные такси.

## Галерея

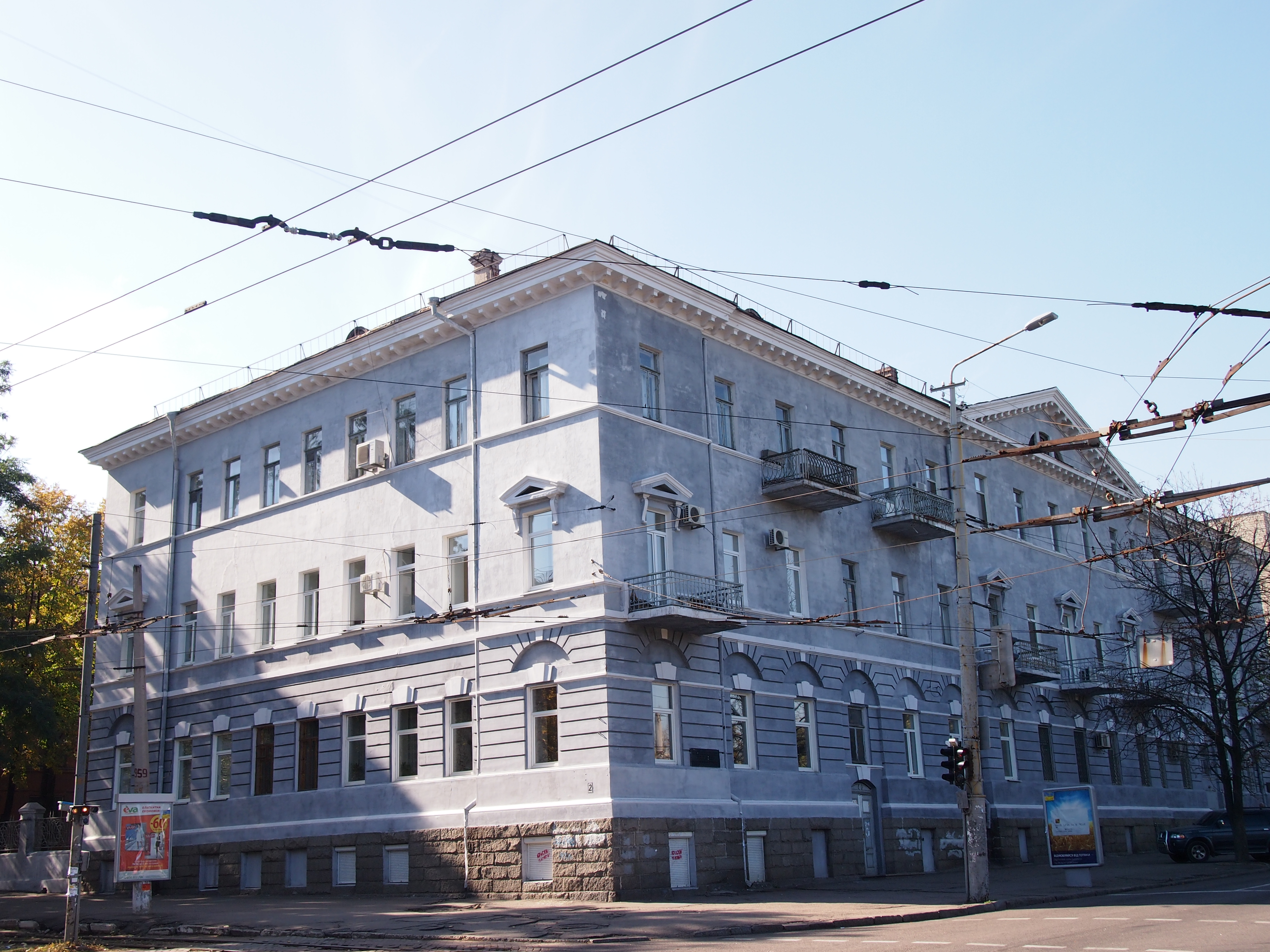
Жилой дом профессоров и преподавателей, проспект Науки, 2, перекрёсток с проспектом Дмитрия Яворницкого. Объект культурного наследия Украины, номер: 12-101-0076.
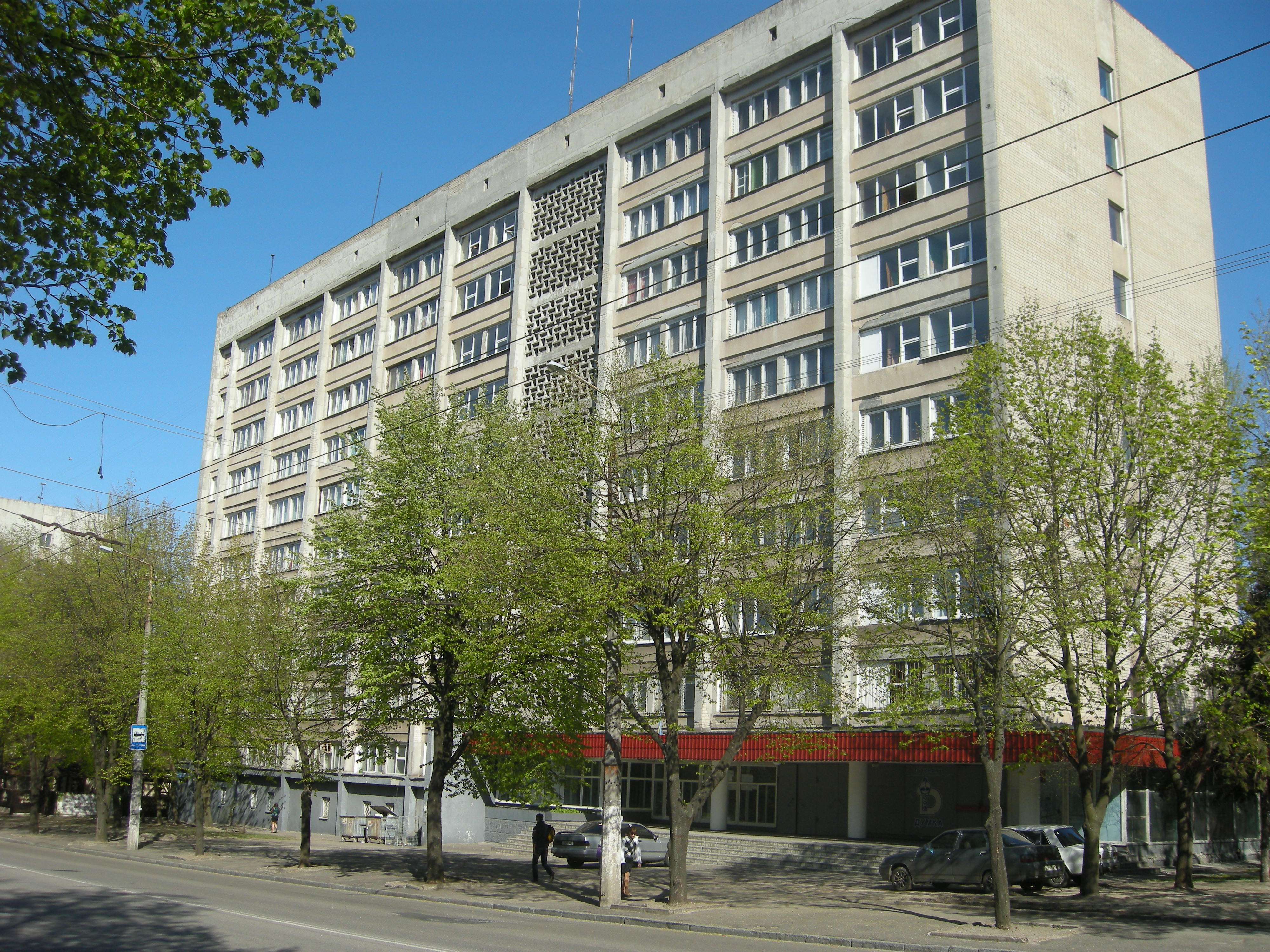
Общежитие № 3 НТУ «Днепровская политехника».
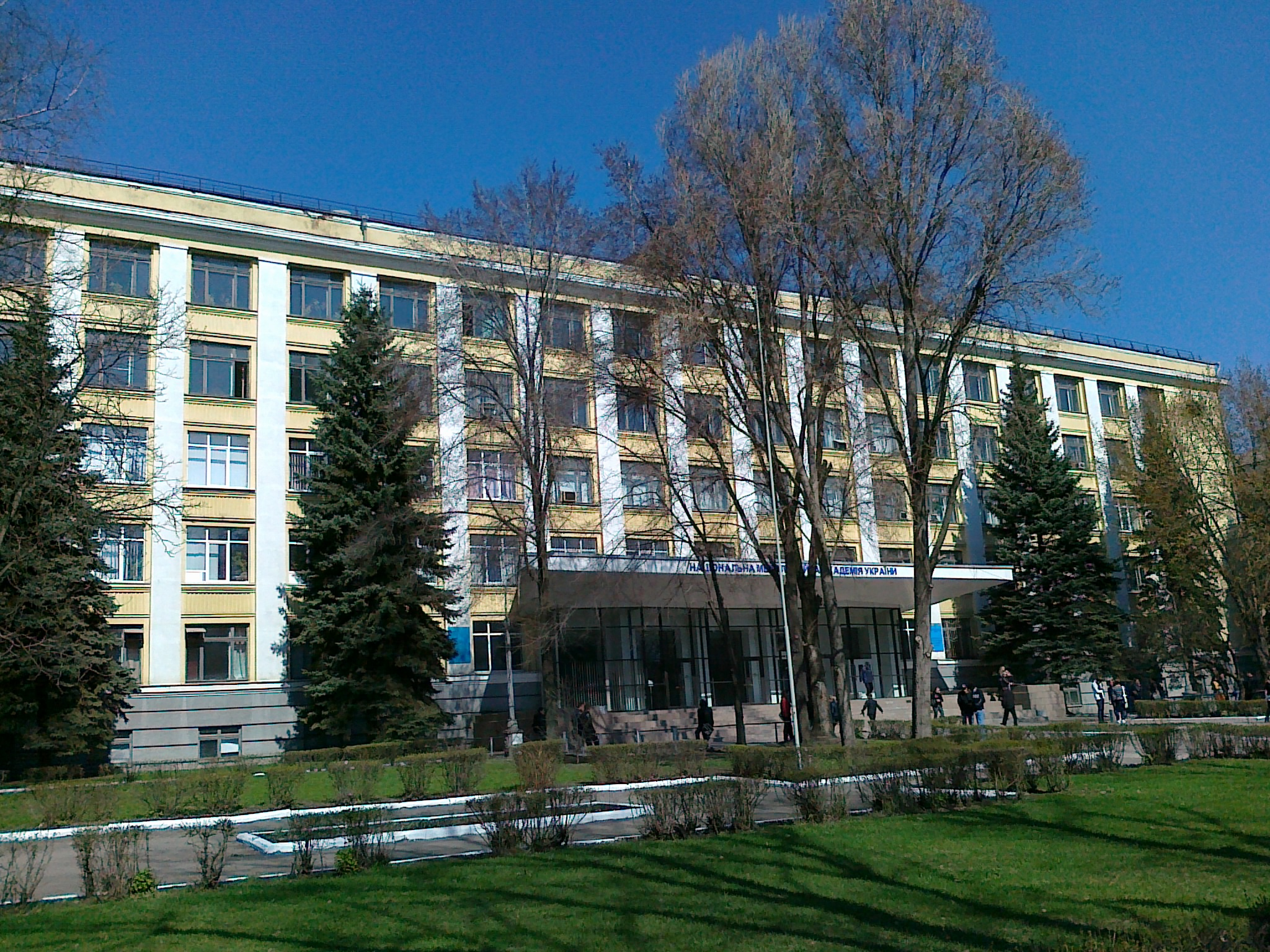
Национальная металлургическая академия
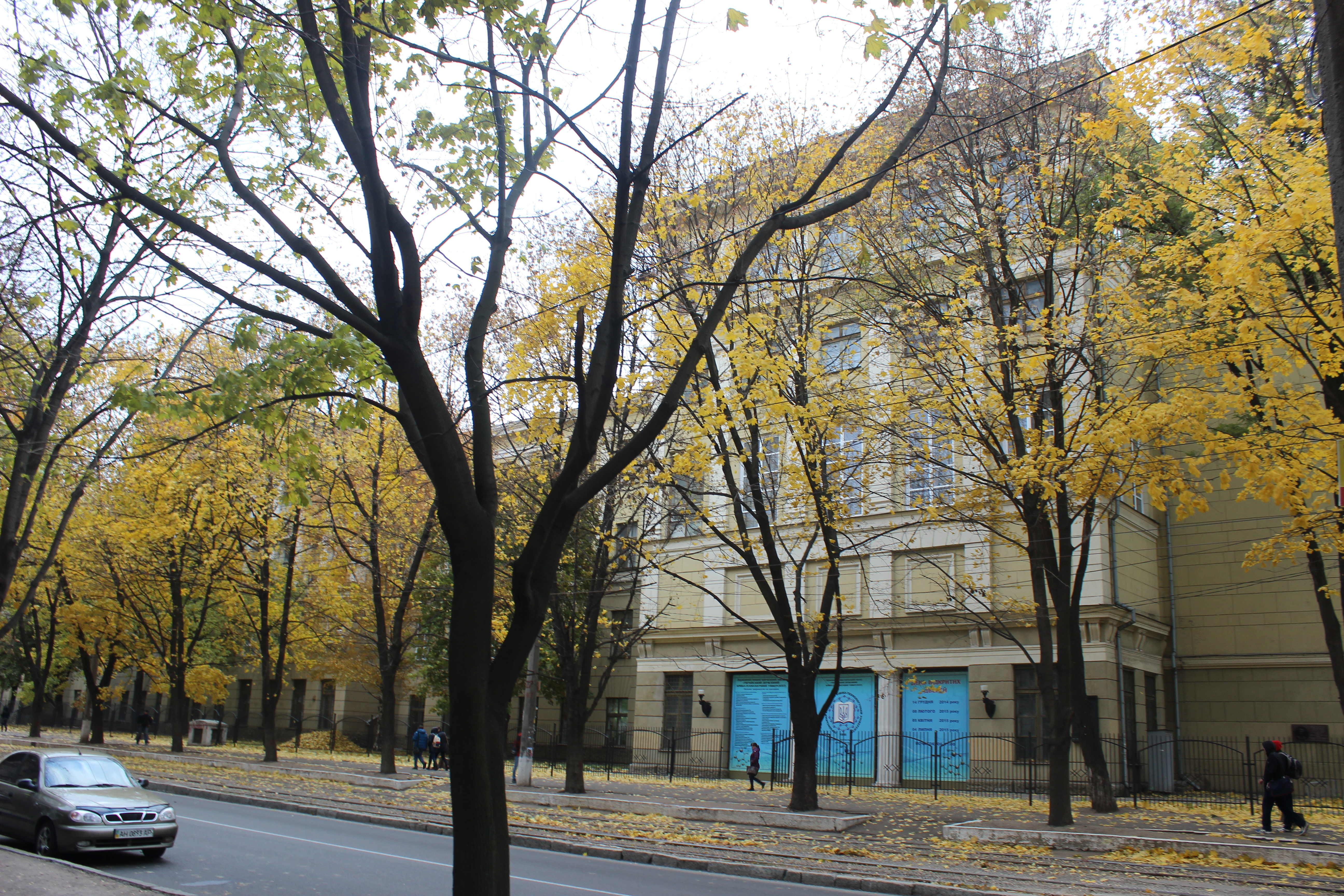
Украинский государственный химико-технологический университет
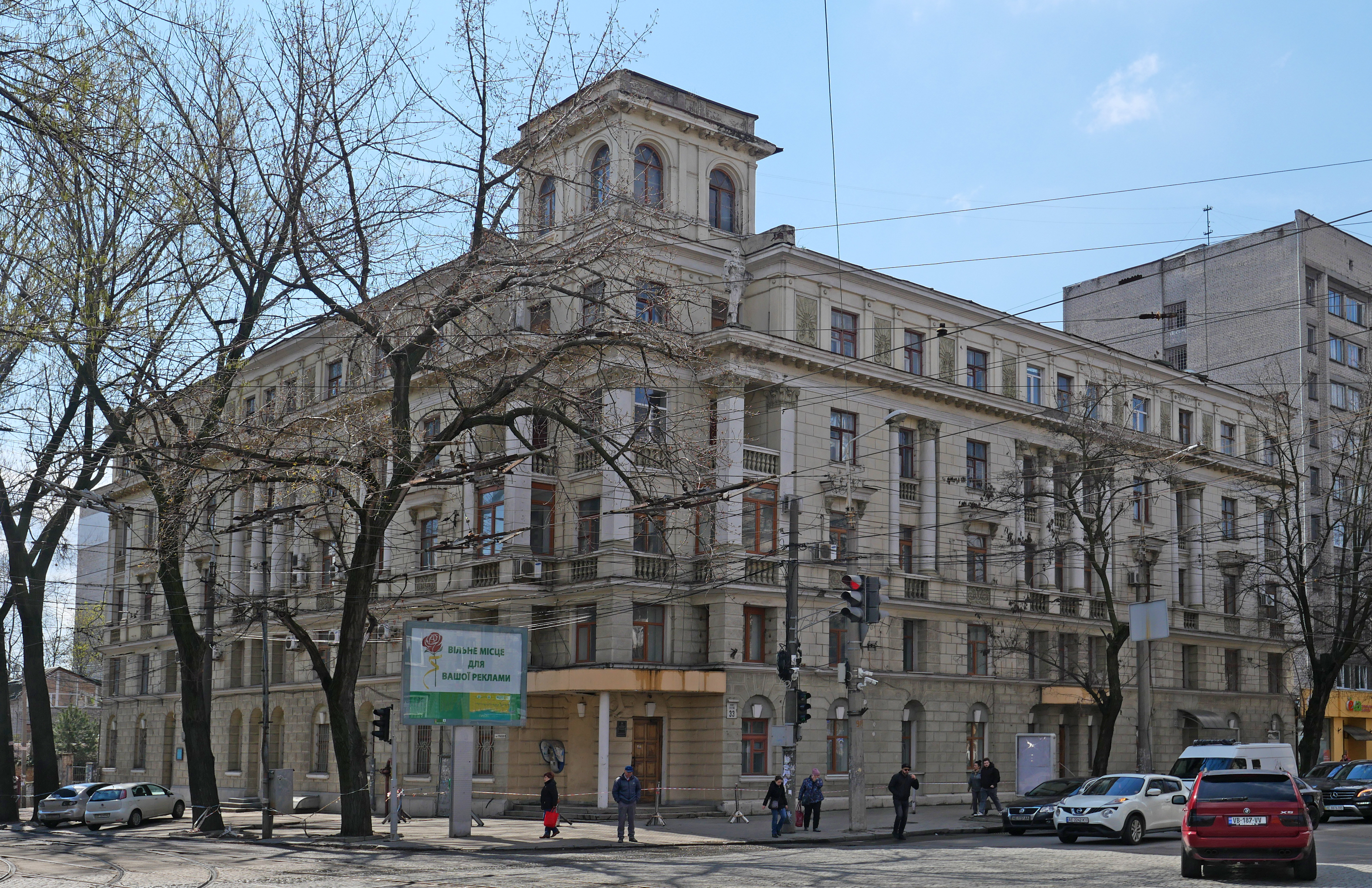
Общежитие, проспект Науки, 33. Объект культурного наследия Украины, номер: 12-101-0080.
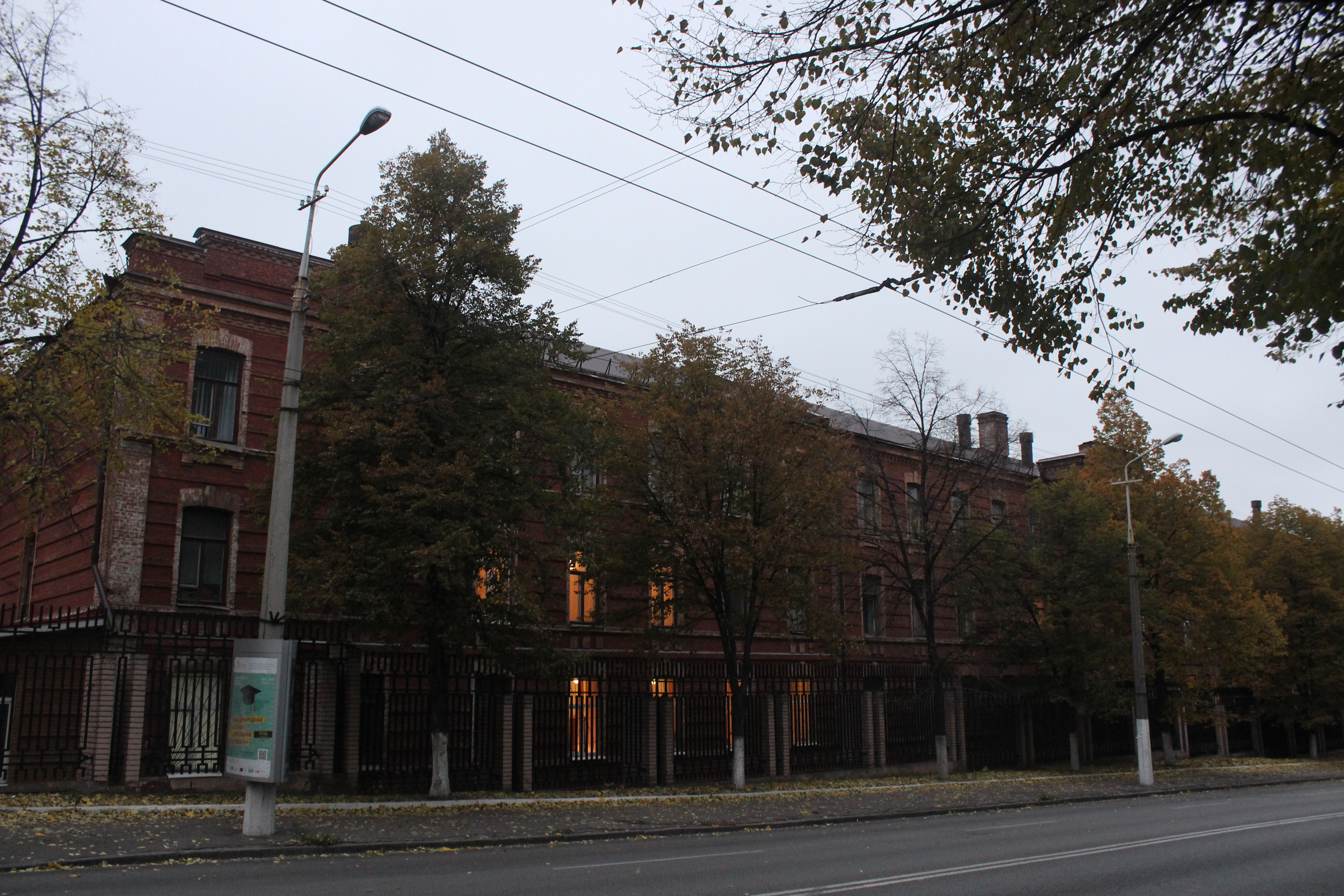
Казармы Феодосийского полка (впоследствии — ракетного училища, ныне — общежития ДГУВД), проспект Науки, 26. Объект культурного наследия Украины, номер: 12-101-0079.
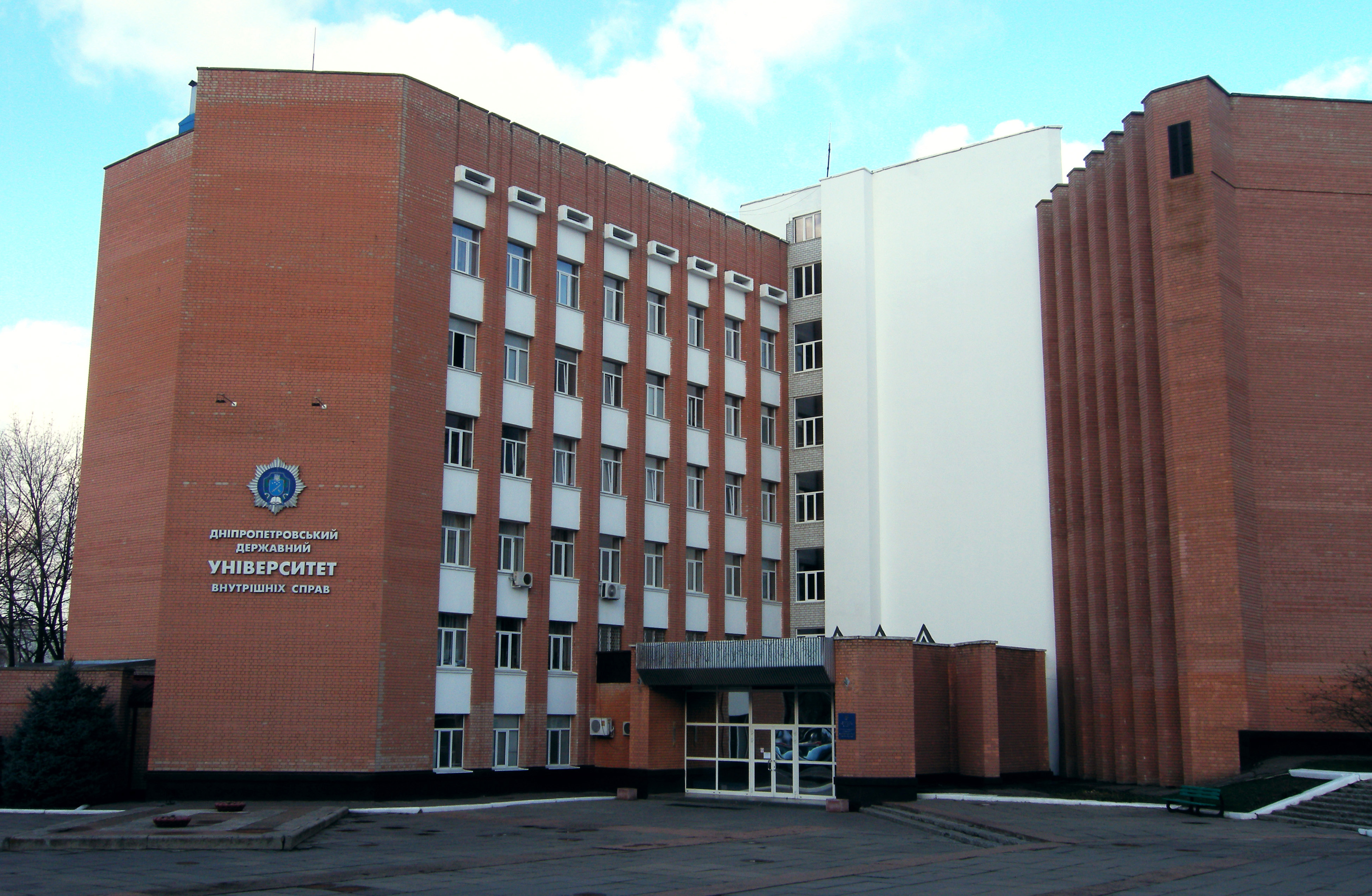
Днепропетровский государственный университет внутренних дел
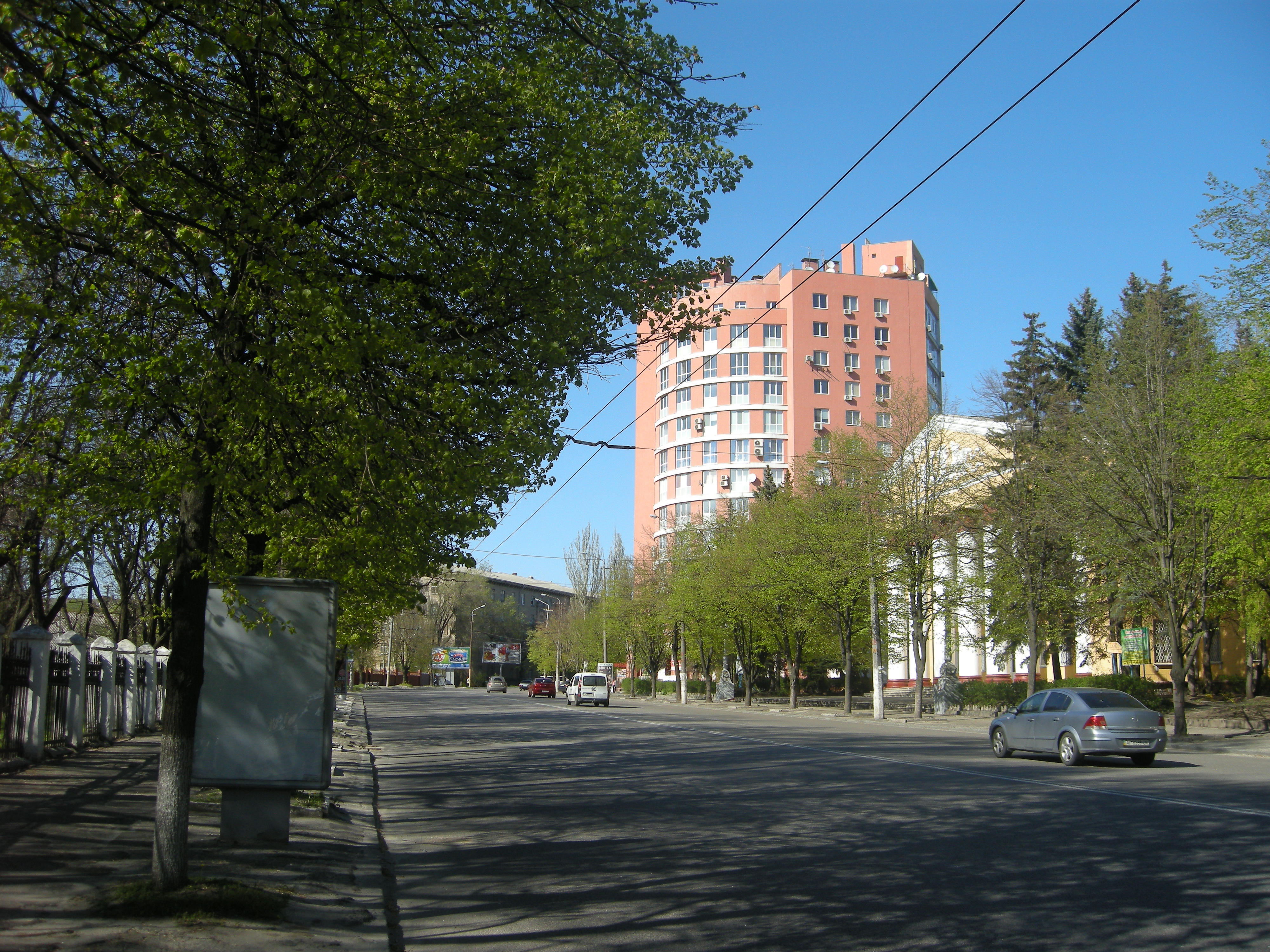
Проспект Науки в районе общежития № 2 ДНУ и Колледжа электрификации Днепровского государственного аграрно-экономического университета.
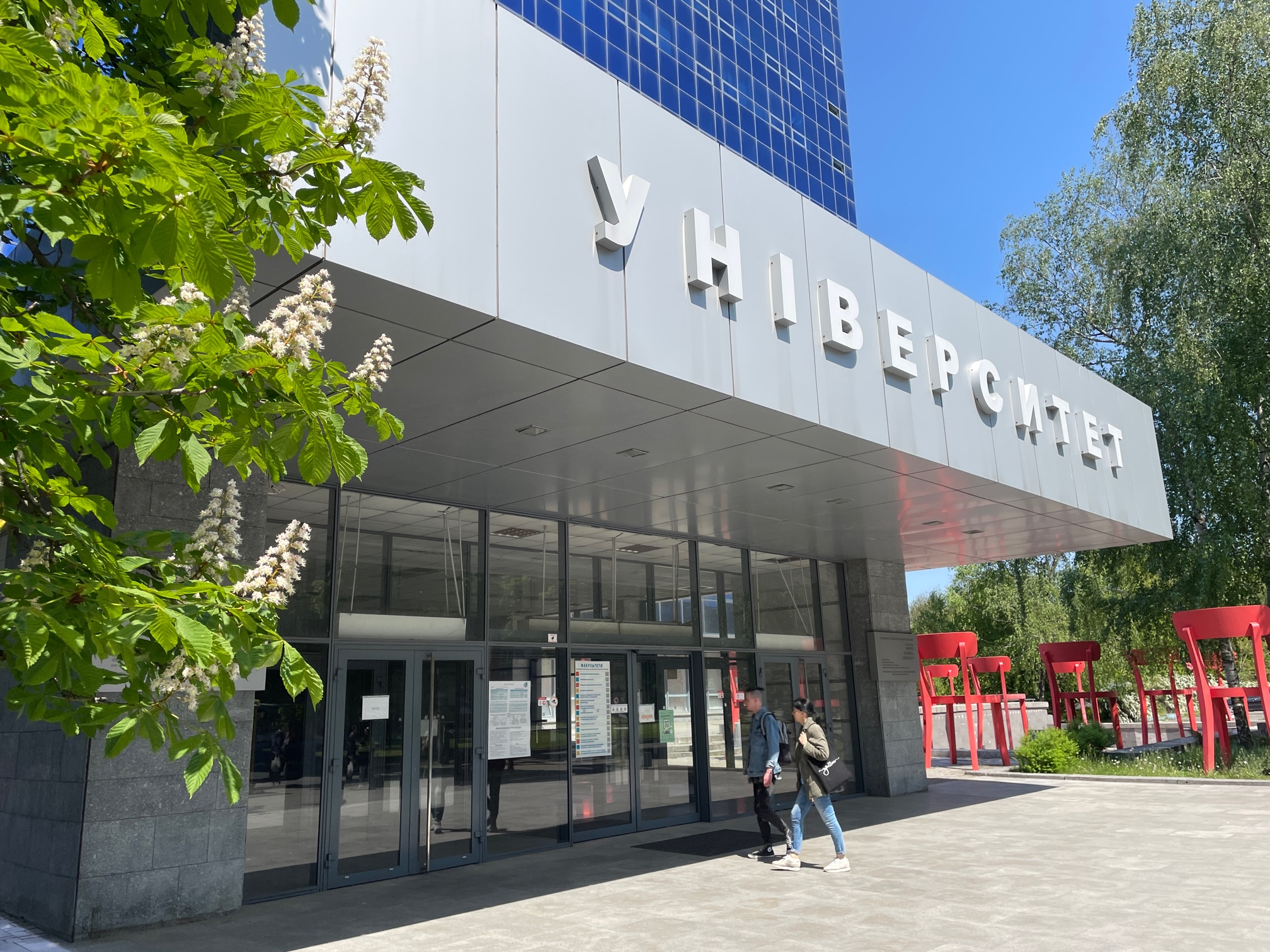
Днепровский национальный университет имени Олеся Гончара, проспект Науки, 72.
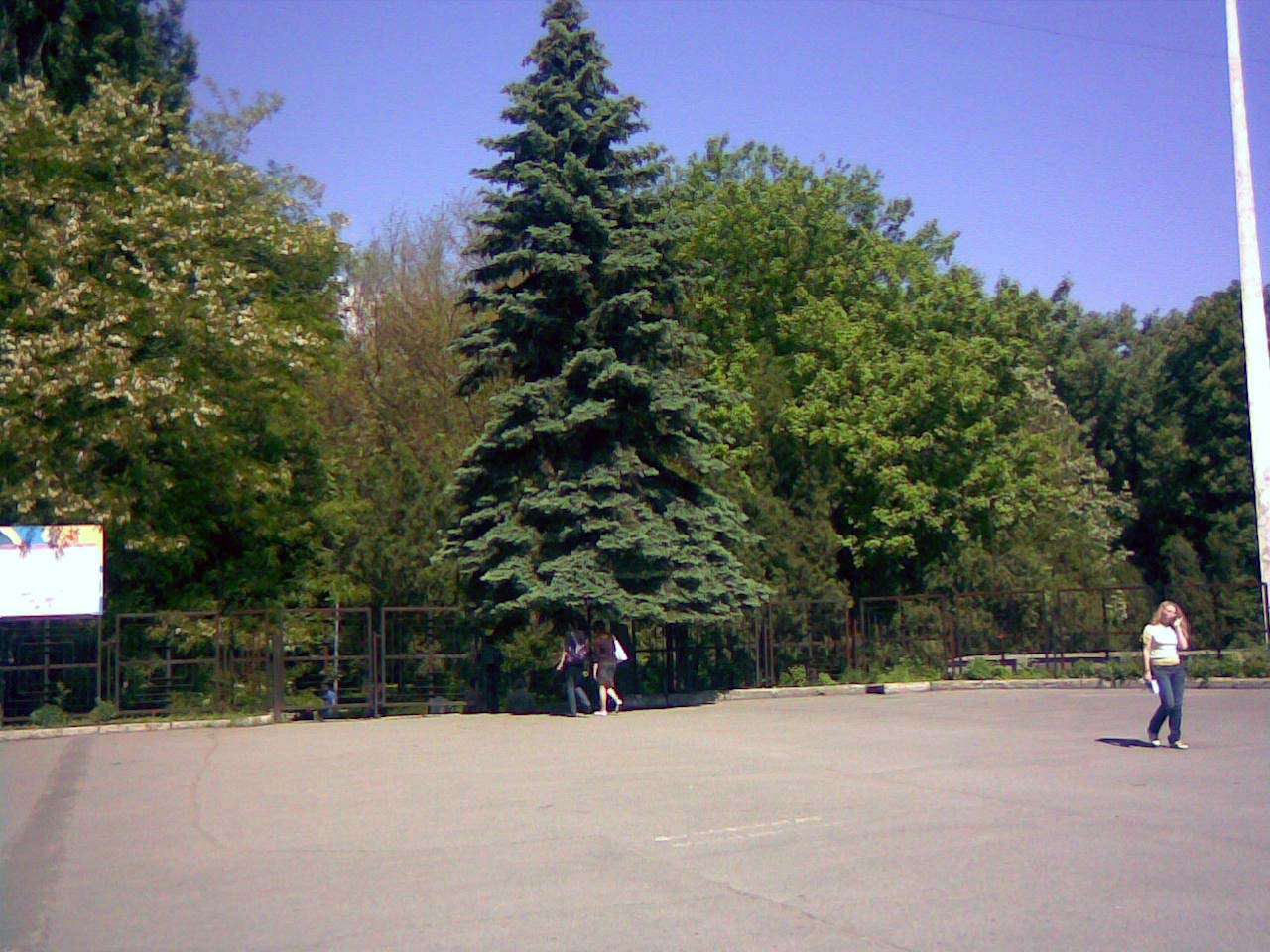
Вход в парк им. Гагарина, угол проспекта Науки и ул. Нила Армстронга.
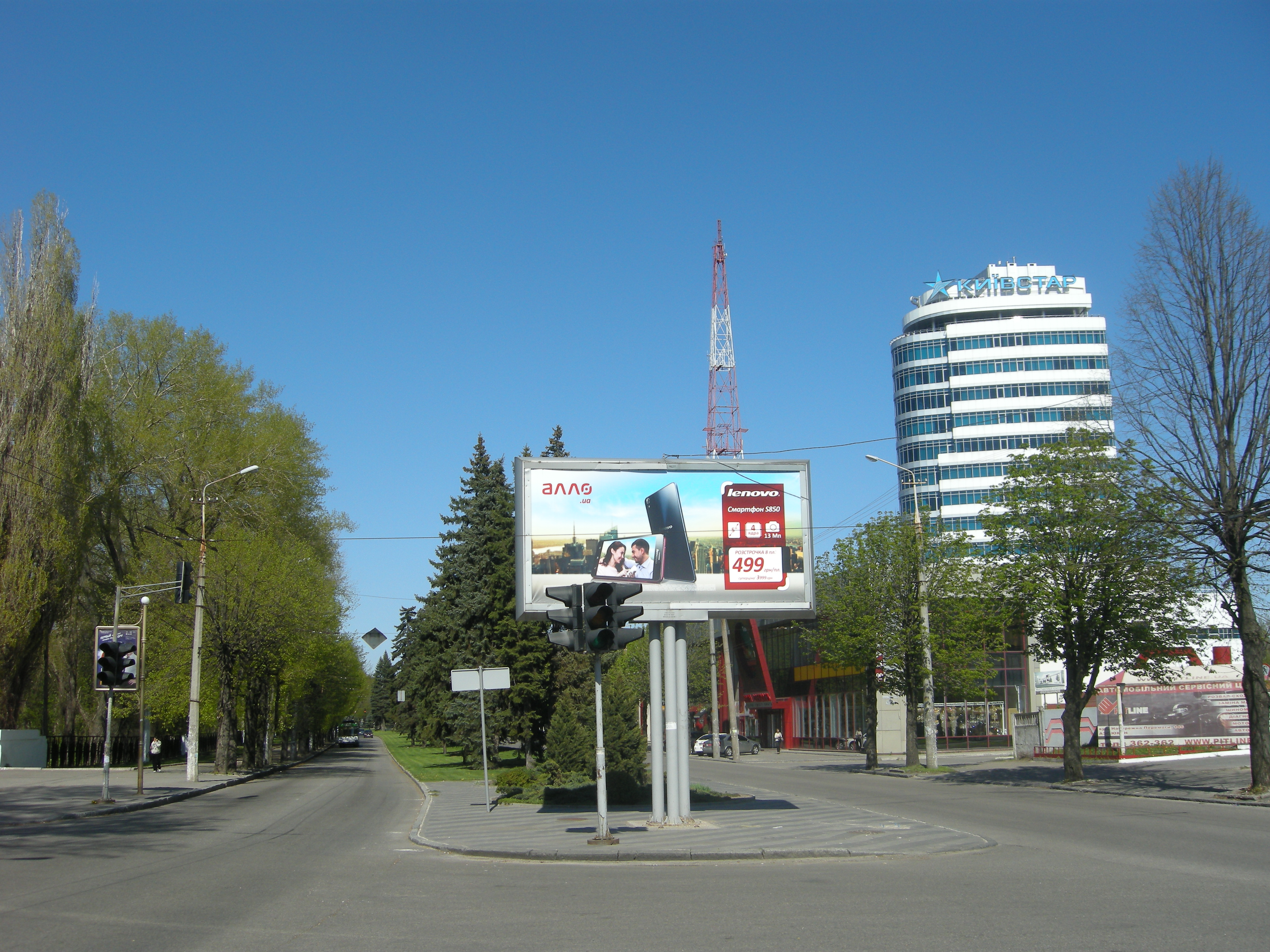
Перекресток проспекта Науки и ул. Нила Армстронга.
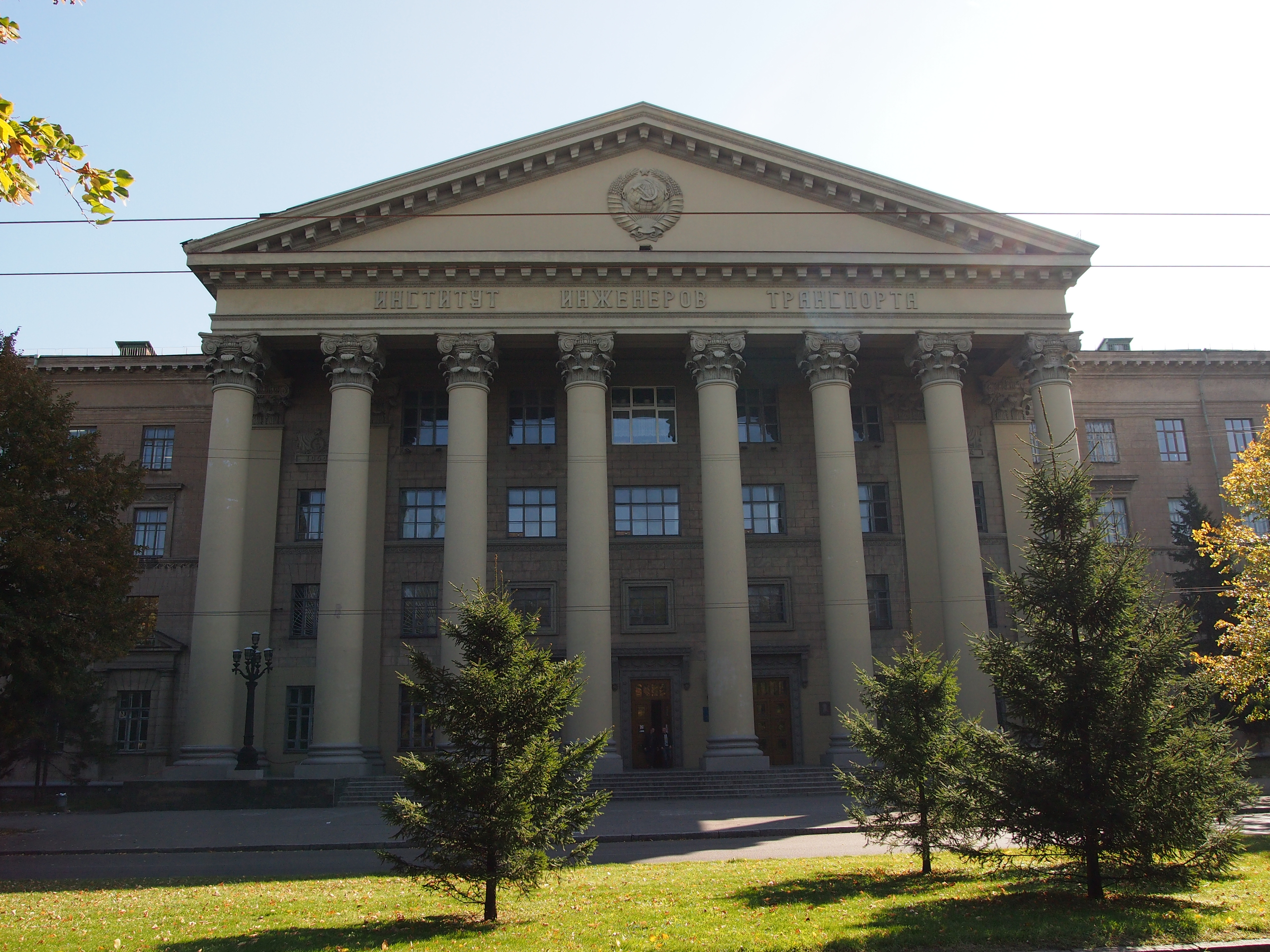
Днепровский национальный университет железнодорожного транспорта
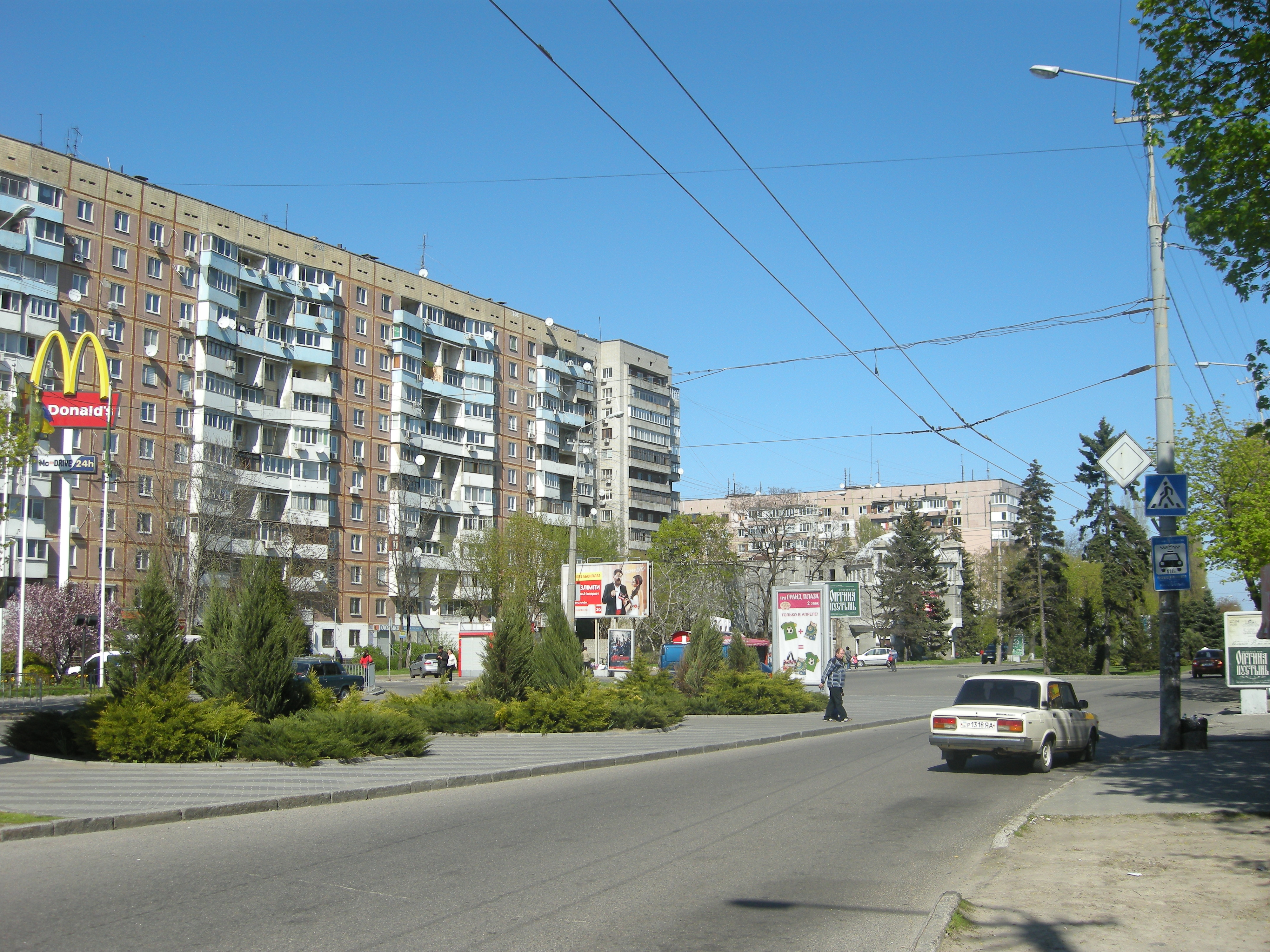
Проспект Науки в районе пересечения с Космической площадью (район Подстанция).